# Thierry Ascione
Thierry Ascione (Villeurbanne, 17 januari 1981) is een Frans proftennisser. Hij wordt gecoacht door Jérôme Potier en won in zijn carrière 8 challengers en 3 future-toernooien.

## Palmares
| Legenda                       | Legenda               |
| ----------------------------- | --------------------- |
| Grand Slam                    |                       |
| Olympische Spelen             |                       |
| tot 2009                      | vanaf 2009            |
| Tennis Masters Cup            | ATP Finals            |
| ATP Masters Series            | ATP Tour Masters 1000 |
| ATP International Series Gold | ATP Tour 500          |
| ATP International Series      | ATP Tour 250          |

| Nr.                  | Datum            | Toernooi            | Ondergrond | Tegenstander in finale   | Score            | Details |
| -------------------- | ---------------- | ------------------- | ---------- | ------------------------ | ---------------- | ------- |
| Gewonnen challengers |                  |                     |            |                          |                  |         |
| 1.                   | 17 februari 2003 | Andrézieux          | Hardcourt  | Karol Beck               | 6-4, 6-2         |         |
| 2.                   | 14 juli 2003     | Helsinki            | Gravel     | Igor Andrejev            | 2-6, 6-1, 6-3    |         |
| 3.                   | 31 januari 2005  | Andrézieux          | Hardcourt  | Stanislas Wawrinka       | 6-1, 6-3         |         |
| 4.                   | 20 juni 2005     | Reggio Emilia       | Gravel     | Martín Vassallo Argüello | 6-3, 6-0         |         |
| 5.                   | 15 augustus 2005 | The Bronx, New York | Hardcourt  | Brian Vahaly             | 6-2, 6-3         |         |
| 6.                   | 30 april 2007    | Rome                | Gravel     | Victor Crivoi            | 6-3, 6-3         |         |
| 7.                   | 15 oktober 2007  | Andrézieux          | Hardcourt  | José Acasuso             | 7-6(6), 2-6, 6-2 |         |
| 8.                   | 25 februari 2008 | Cherbourg           | Hard       | Kristian Pless           | 7-5, 7-6(5)      |         |

## Prestatietabel
| Legenda | Legenda                          |
| ------- | -------------------------------- |
| g.t.    | geen toernooi gehouden           |
| l.c.    | lagere categorie                 |
| –       | niet deelgenomen                 |
| G       | uitgeschakeld in de groepsfase   |
| 1R      | uitgeschakeld in de eerste ronde |
| 2R      | uitgeschakeld in de tweede ronde |
| 3R      | uitgeschakeld in de derde ronde  |
| 4R      | uitgeschakeld in de vierde ronde |
| KF      | uitgeschakeld in de kwartfinale  |
| HF      | uitgeschakeld in de halve finale |
| F       | de finale verloren               |
| W       | het toernooi gewonnen            |
| w-v     | winst/verlies-balans             |

### Prestatietabel grand slam, enkelspel
| Toernooi        | 2003 | 2004 | 2005 | 2006 | 2007 | 2008 |
| --------------- | ---- | ---- | ---- | ---- | ---- | ---- |
| Australian Open | –    | 2R   | –    | 1R   | –    | 1R   |
| Roland Garros   | 1R   | 1R   | 1R   | 1R   | 2R   | 1R   |
| Wimbledon       | –    | 1R   | –    | –    | –    | 1R   |
| US Open         | –    | 1R   | –    | –    | 1R   | –    |

### Prestatietabel grand slam, dubbelspel
| Toernooi        | 2002 | 2003 | 2004 | 2005 | 2006 | 2007 | 2008 | 2009 | 2010 |
| --------------- | ---- | ---- | ---- | ---- | ---- | ---- | ---- | ---- | ---- |
| Australian Open | –    | –    | –    | –    | 1R   | –    | –    | –    | –    |
| Roland Garros   | 1R   | 2R   | 1R   | 1R   | 1R   | 1R   | 1R   | –    | 3R   |
| Wimbledon       | –    | –    | –    | –    | –    | –    | –    | –    | –    |
| US Open         | –    | –    | –    | –    | –    | –    | –    | –    | –    |